# Mamadou Gassama Cissokho
Mamadou Gassama Cissokho   (Granollers, 28 d'octubre de 1993) és un jugador d'handbol català, que juga en la posició d'extrem.
Gassama, de pares senegalesos, és el més gran de quatre germans. La seva germana Kaba és també jugadora d'handbol i el seu germà Sekou és futbolista.
Format en els equips inferiors del BM Granollers, va debutar al primer equip la temporada 2014-15. Des de la temporada 2021-2022, juga al Sporting Clube de Portugal.